# Beaubec-la-Rosière
Beaubec-la-Rosière è un comune francese di 476 abitanti situato nel dipartimento della Senna Marittima nella regione della Normandia.

## Società

### Evoluzione demografica
Abitanti censiti